# 15395 Rükl
15395 Rükl è un asteroide della fascia principale. Scoperto nel 1997, presenta un'orbita caratterizzata da un semiasse maggiore pari a 3,1439592 UA e da un'eccentricità di 0,1251285, inclinata di 0,86003° rispetto all'eclittica.